# Bradley, South Carolina
Bradley är en ort i Greenwood County i delstaten South Carolina, USA.